# Luigi Moretti (politico)
Luigi Moretti (Nembro, 6 giugno 1944) è un politico italiano, esponente della Lega Lombarda e della Lega Nord e già parlamentare europeo.

## Biografia
È stato eletto deputato europeo alle elezioni del 1989, poi riconfermato nel 1994, per le liste leghiste. È stato vicepresidente della Delegazione per le relazioni con la Cecoslovacchia, della Delegazione per le relazioni con la Repubblica Ceca e la Repubblica Slovacca e della Delegazione per le relazioni con il Canada. Vicepresidente del Gruppo del Partito Europeo dei Liberali, Democratici e Riformatori.
In ambito locale, ha ricoperto la carica di sindaco del suo paese, Nembro, per due mandati, dal 1994 al 2002.